# Mardin (prowincja)
Prowincja Mardin (tur. Mardin Ili) – jednostka administracyjna w Południowo-Wschodniej Anatolii (Güneydoğu Anadolu Bölgesi), położona przy granicy z Syrią. Graniczy na północy z prowincją Siirt, na zachodzie z Mardin, a na wschodzie z Hakkari. Zamieszkana jest przez Turków, Kurdów, Arabów, a także chrześcijańskich Asyryjczyków (w rejonie Tur Abdinu).

## Dystrykty

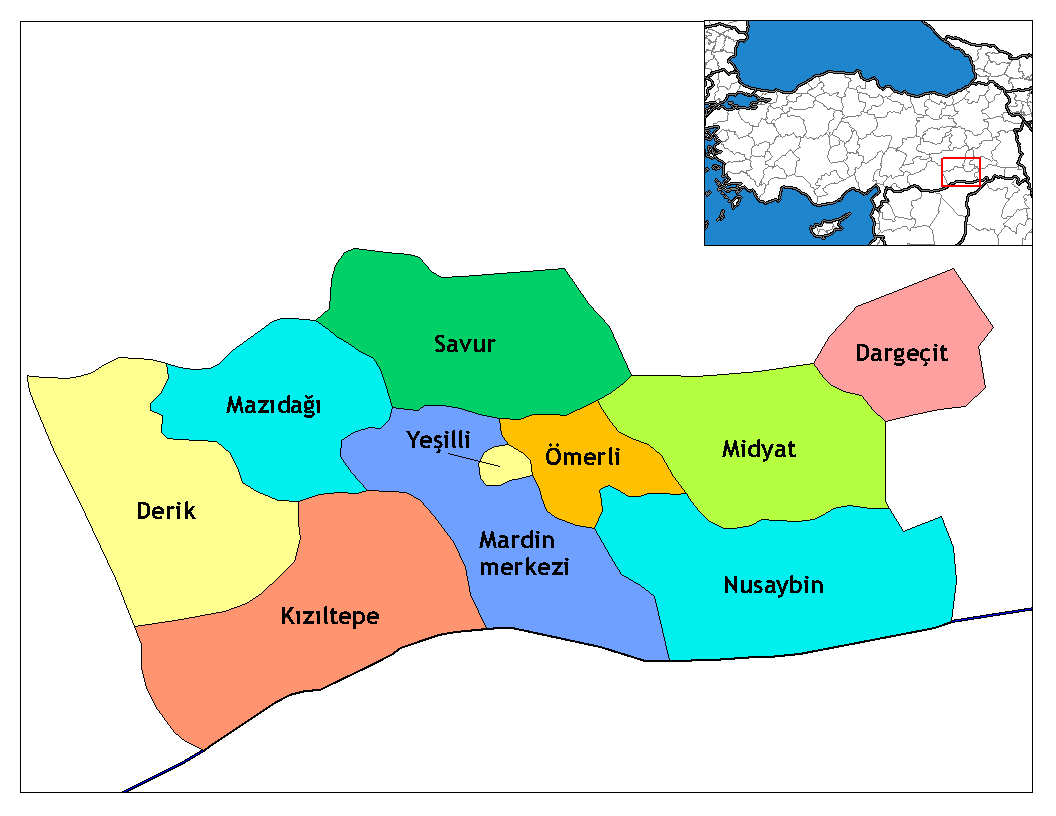
Dystrykty w prowincji Mardin

Prowincja Mardin dzieli się na dziesięć dystryktów:
- Dargeçit
- Derik
- Kızıltepe
- Mardin
- Mazıdağı
- Midyat
- Nusaybin
- Ömerli Ma'asarte
- Savur
- Yeşilli